# Dzbanki
Dzbanki [pronunciación en polaco: /ˈd͡zbanki/] es una aldea ubicada en el distrito administrativo de Gmina Szczerców, dentro del condado de Bełchatów, voivodato de Łódź, en el centro de Polonia. Se encuentra a unos 4 kilómetros al oeste de Szczerców, a 21 kilómetros al oeste de Bełchatów, y a 57 kilómetros al suroeste de la capital regional Łódź.